# 田中麻記子
田中 麻記子（たなか まきこ、1975年 - ）は、日本の映像作家、アニメーター。
主に、NHKの音楽番組「みんなのうた」などのアニメーションを制作している。東京都生まれ。

## 作成作品一覧

### みんなのうた
- ◆は5分間1曲枠の楽曲。
- 雨上がり / Kitri（2019年12月・2020年1月放送）